# Geometry Wars: Retro Evolved
Geometry Wars: Retro Evolved — компьютерная игра, разработанная студией Bizarre Creations в 2003 году. Первоначально представленная как мини-игра в составе Project Gotham Racing 2, позднее получила обновлённую версию под названием Retro Evolved для Xbox 360. На определённом этапе Retro Evolved занимала первое место по количеству загрузок среди игр сервиса Xbox Live Arcade.
Версия Retro Evolved впоследствии вошла в состав Geometry Wars: Galaxies — первой игры серии, выпущенной для платформ, не принадлежащих Microsoft.

## Игровой процесс
Geometry Wars — компьютерная игра в жанре аркадного шутера. Цель игры заключается в наборе максимального количества очков и выживании в условиях нарастающего противодействия противников. Игровое поле представляет собой прямоугольную арену. Управление осуществляется посредством двух аналоговых стиков: один отвечает за перемещение корабля игрока, второй — за направление стрельбы. В арсенал игрока входят бомбы с ограниченным запасом, способные уничтожить всех противников на экране. Игровая механика включает систему вознаграждений в виде дополнительных жизней и бомб при достижении определённого количества очков. Основное вооружение корабля изменяется каждые 10 000 очков. Сложность возрастает за счёт увеличения количества противников и частоты их появления. Столкновение с противником приводит к уничтожению корабля, потере жизни и сбросу множителя очков. Игра завершается при утрате всех жизней.
В версии Evolved игровое поле превышает размеры экрана, а камера следует за перемещениями игрока. Визуальное оформление включает фоновую сетку, деформирующуюся под воздействием выстрелов игрока и действий определённых типов противников. Данная версия содержит новых противников и систему множителя очков, увеличивающегося при уничтожении противников без потери жизни.

## Разработка
Geometry Wars возникла как побочный проект команды Bizarre Creations, разрабатывавшей Project Gotham Racing, для тестирования функциональности контроллера Xbox. Изначально включённая в качестве дополнения к сиквелу, Project Gotham Racing 2, игра обрела неожиданную популярность, что привело к решению о разработке самостоятельной версии для Xbox Live Arcade. При создании отдельной версии, впоследствии ставшей Retro Evolved, разработчик Стивен Кейкбред изначально планировал внедрить линейную структуру с последовательным прохождением уровней. Однако, ознакомившись с игрой Mutant Storm, Кейкбред отказался от этой идеи во избежание чрезмерного сходства проектов.

## Отзывы
| Сводный рейтинг    | Сводный рейтинг | Сводный рейтинг |
| Издание            | Оценка          | Оценка          |
| Издание            | PC              | Xbox 360        |
| ------------------ | --------------- | --------------- |
| GameRankings       |                 | 87,52 %         |
| Metacritic         | 76/100          | 86/100          |
| Иноязычные издания |                 |                 |
| Издание            | Оценка          | Оценка          |
| Издание            | PC              | Xbox 360        |
| GameSpot           | 6.7/10          | 8.2/10          |

Geometry Wars: Retro Evolved получила преимущественно положительные отзывы на обеих платформах согласно агрегатору рецензий Metacritic.
Карри Гускос из GameSpot высоко оценила версию для Xbox 360, отметив качество игрового процесса, графики, управления, звуковых эффектов и низкую стартовую цену (400 Microsoft Points или 5 долларов США). Джефф Герстман подверг критике версию для персональных компьютеров, указав на неудобство управления с помощью клавиатуры и мыши, отсутствие таблиц лидеров и режима «Retro» из версии для Xbox 360, а также более высокую стартовую цену (7,95 долларов США).